# Odaiba

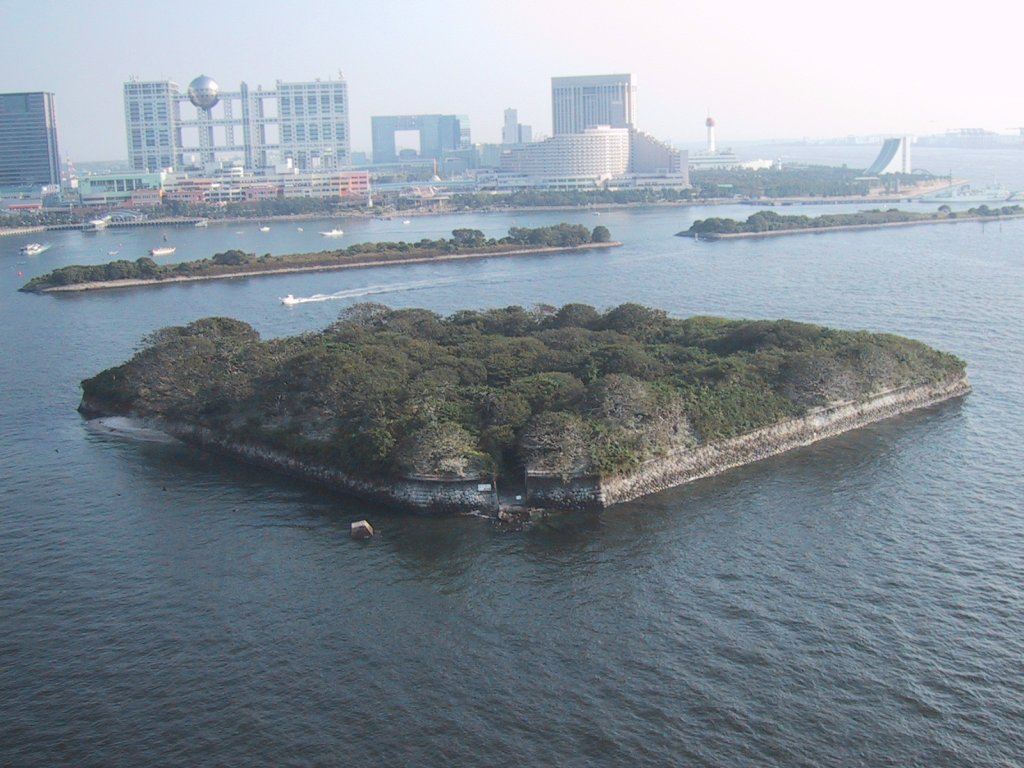
La Dai-Roku Daiba (第六台場) o Bateria núm. 6 vista des del pont de l'Arc de Sant Martí; al fons es pot veure l'àrea urbana d'Odaiba

Odaiba (お台場), també coneguda com a Daiba (台場), és una illa artificial a la badia de Tòquio, al Japó. Administrativament forma part dels barris de Minato, Kōtō i Shinagawa.

## Història
Odaiba va ser construïda el 1853 pel shogunat Tokugawa, i consistia en una sèrie de sis fortaleses dedicades a protegir Tòquio dels atacs per mar, principalment els comandats per Matthew Perry. La paraula japonesa daiba es refereix a les bateries de canons instal·lades a les fortaleses.
El 1928, la Dai-San Daiba (第三台場) o Bateria núm. 3 fou oberta al públic com a parc amb el nom de Parc Metropolità de Daiba. Avui en dia, continua estant obert.
El desenvolupament modern d'Odaiba va començar després de l'èxit de l'Expo 85 a Tsukaba.L'economia japonesa a la dècada del 1980 estava avançant a grans passos i Odaiba fou conceptualitzada com una vitrina per mostrar l'estil de vida futurista. Amb un pressupost de deu mil milions de dòlars, es va desenvolupar com a illa residencial i fou oberta el 1993, però l'estancament econòmic japonès d'aleshores va fer que no tingues una ocupació massiva fins a anys després.
El 1996, l'àrea va començar a ser vista com a lloc idoni per instal·lar-hi empreses, comerços i locals d'esbarjo. S'hi van començar a obrir hotels i botigues, així com grans companyies com Fuji TV, que hi va traslladar les seves oficines centrals.

## Atraccions

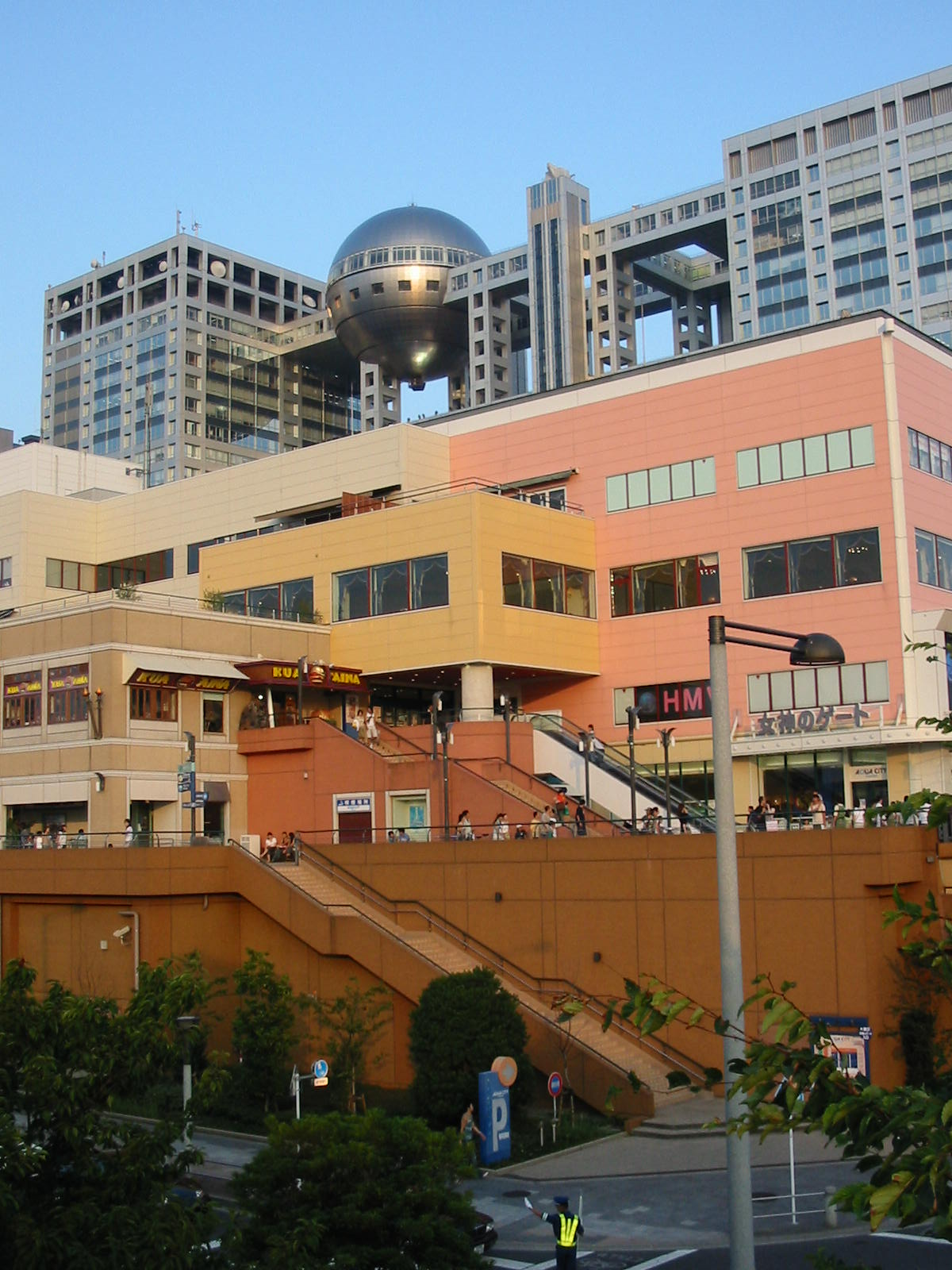
Aqua City i Fuji TV.

Odaiba és un lloc famós per fer compres i de diversió.
Algunes de les atraccions són:
- Estudis Fuji TV amb un edifici amb una arquitectura molt particular dissenyada per Kenzo Tange.[5]
- El pont "Rainbow Bridge (Tòquio)" que uneix Odaiba amb Tòquio.
- El centre comercial Decks Tokyo Beach, i el centre d'entreteniment Sega Joypolis
- El centre comercial Aqua City
- El centre comercial Venus Fort, el qual és un centre comercial que intenta recrear l'ambient de Venècia
- El centre nocturn de diversió Zepp Tokyo, un dels més grans de Tòquio.
- La roda de Chicago Daikanransha, una de les més grans en el món després del London Eye
- Les aigües termals d'Oedo-Onsen-Monogatari
- Una de les dos platges disponibles en la zona urbana de Tòquio, encara no es recomana banyar-s'hi.
- El Miraikan, El Museu Nacional de Ciència Emergent i Innovació (anglès)